# Michel Audiard
Michel Audiard, född 15 maj 1920 i Paris, död 27 juli 1985 i Dourdan, var en fransk manusförfattare och filmregissör.

## Biografi
Michel Audiard växte upp i Paris 14:e arrondissement, vilket förblev en central plats för honom genom hela livet. Som ung läste han ivrigt klassiker och var intresserad av cykelsport. Efter andra världskriget började han att skriva filmkritik för L'étoile du soir. Han skrev sitt första filmmanus 1949 på uppdrag av André Hunebelle och fick snabbt nya tillfrågningar. Han blev särskilt känd för sina dialoger, som är fulla av parisslang, humor och tecken på litterär bevandring. Han nådde sina största framgångar med komedier och kriminalfilmer som Falskmyntarna (1961), Alla är vi vinterapor (1962), Tuffa killar med revolver (1963) och 5 skäggiga agenter (1964). På 1960- och 1970-talet hände det att hans namn stod med större bokstäver än regissörens på filmaffischerna, och han upptogs ibland som huvudsaklig manusförfattare när han egentligen bara hade anlitats för dialogerna. Han regisserade själv åtta filmer mellan 1968 och 1974. Efter detta blev han mer tillbakadragen, ett resultat av att en av hans söner avlidit. Han fortsatte dock att skriva dialog och tilldelades 1982 Césarpriset för bästa manus för Garde à vue. Han var far till filmskaparen Jacques Audiard och de två skrev flera filmmanus tillsammans. Han skrev även detektivromaner.

## Filmografi i urval
Manus
- Hett om öronen (1955)
- Maigret gillrar en fälla (1957)
- Vi de rikaste (1958)
- Samhällets olycksbarn (1958)
- Med berått mod (1959)
- Luffarkavaljeren (1959)
- Älskare utan hänsyn (1959)
- En gata i Paris (1959)
- Dolt bevis (1961)
- Älskarinnor (1961)
- Falskmyntarna (1961)
- Lejonen går lösa (1961)
- Taxi till Tobruk (1961)
- Alla är vi vinterapor (1962)
- Steg för steg (1962)
- 100.000 dollar i solen (1963)
- Med risk för livet (1963)
- Tuffa killar med revolver (1963)
- 5 skäggiga agenter (1964)
- En vacker sommarmorgon (1964)
- Den stora lilla kuppen (1964)
- Hämnd på tjallare (1965)
- Bli inte förbannad... du blir bara arg (1966)
- Charmören (1966)
- Johnny Banco – äventyraren (1967)
- Diamanter från Beirut (1967)
- Pang pang-bruden (1968)
- Skrattar bäst som lever längst (1970)
- Mannen med nio ansikten (1975)
- Över hans döda kropp (1976)
- Le grand escogriffe (1976)
- Har du sett på fan! (1977)
- Tendre poulet (1977)
- Hämnd till varje pris (1981)
- Garde à vue (1982)
- Jakt utan nåd (1983)
- La Cage aux Folles 3 - bröllopet (1985)

Regi
- Pang pang-bruden (1968)
- Une veuve en or (1968)
- Skrattar bäst som lever längst (1970)
- Comment réussir quand on est con et pleurnichard (1974)